# Hyptia hirsuta
Hyptia hirsuta är en stekelart som först beskrevs av Taschenberg 1891.  Hyptia hirsuta ingår i släktet Hyptia och familjen hungersteklar. Inga underarter finns listade i Catalogue of Life.